# Renan Luce
Renan Luce (Parigi, 5 marzo 1980) è un cantautore francese.
Si è laureato presso Toulouse Business School.

## Discografia
Album
- 2006 - Repenti
- 2009 - Le clan des miros
- 2014 - D'une tonne à un tout petit poids